# آسمان سرد
آسمان سرد (انگلیسی: Cold Heaven) فیلمی در ژانر معمایی به کارگردانی نیکلاس روگ است که در سال ۱۹۹۱ منتشر شد.

## بازیگران
- دایانا داگلاس
- جیمز روسو
- جولی کارمن
- مارک هارمون
- ریچارد برادفورد
- سیمور کاسل
- تالیا شایر
- تریسا راسل
- ویل پاتون